# Encarsia noyesi
Encarsia noyesi is een vliesvleugelig insect uit de familie Aphelinidae. De wetenschappelijke naam is voor het eerst geldig gepubliceerd in 1983 door Hayat.